# اودانکتان
اودانکتان (به فرانسوی: Audincthun) یک کمون در فرانسه است که در پا-دو-کاله واقع شده‌است. اودانکتان ۱۵٫۲۶ کیلومتر مربع مساحت دارد ۶۴ متر بالاتر از سطح دریا واقع شده‌است.